# Rhopalomyzus codonopsidis
Rhopalomyzus codonopsidis är en insektsart. Rhopalomyzus codonopsidis ingår i släktet Rhopalomyzus och familjen långrörsbladlöss. Inga underarter finns listade i Catalogue of Life.